# Uwolnić orkę 4: Ucieczka z Zatoki Piratów
Uwolnić orkę 4: Ucieczka z Zatoki Piratów (ang. Free Willy: Escape from Pirate's Cove, 2010) – amerykański film familijny wyprodukowany przez Warner Premiera w reżyserii Willa Geigera.

## Opis fabuły
Kirra (Bindi Irwin) opuszcza australijski dom i wyjeżdża na wakacje do Południowej Afryki, do dziadka, który prowadzi podupadły park rozrywki. W zapomnianej lagunie znajduje, uwięzioną podczas sztormu, małą orkę. Gdy dowiaduje się, że ma być atrakcją parku rozrywki, postanawia odszukać stado, od którego odłączyła się i znaleźć jej drogę do oceanu.

## Obsada
- Bindi Irwin – Kirra Cooper
- Beau Bridges – Gus Grisby
- Kevin Otto – Doktor Sam Cooper
- Matthew Dylan Roberts – Blikkies
- Darron Meyer – Doktor
- Bongo Mbutuma – Mansa
- Siyabulela Ramba – Sifiso
- Jeanne Neilson – Stewardesa
- Mike Falkow